# Liste der Insellisten (nach Staat)
Dies ist eine Aufstellung bestehender Listen von Inseln, Inselgruppen und Atollen, geordnet nach Staaten sowie solcher Regionen, die entweder anerkannte subnationale Entität eines Staates sind oder völkerrechtlich keinem Staat zugeordnet werden (Gebiete in der Antarktis).

## A
- Liste der Inseln Albaniens
- Liste von antarktischen und subantarktischen Inseln
- Liste australischer Inseln
  - Liste der Inseln im Houtman-Abrolhos-Archipel
  - Liste von Inseln in der Shark Bay
  - Liste von Torres-Strait-Inseln

## B
- Liste von Inseln der Bahamas
- Liste der Inseln Bahrains
- Liste der Inseln Bruneis

## D
- Liste dänischer Inseln
  - Liste der färöischen Inseln und Holme
  - Liste grönländischer Inseln
- Liste deutscher Inseln
- Liste der Inseln Dschibutis

## E
- Liste estnischer Inseln
- Liste der Inseln in El Salvador

## F
- Liste französischer Inseln
- Liste der Falklandinseln
- Liste finnischer Inseln

## G
- Liste der Galapagosinseln
- Liste der Inseln in Gambia
- Liste griechischer Inseln
  - Liste kretischer Inseln

## I
- Liste der Inseln Indiens
- Liste der Inseln Indonesiens
- Liste isländischer Inseln
- Liste italienischer Inseln
  - Liste sizilianischer Inseln
  - Liste der Altstadtinseln von Venedig

## J
- Liste japanischer Inseln
  - Liste der Inseln der Präfektur Okinawa

## K
- Liste kanadischer Inseln
- Liste kroatischer Inseln

## M
- Atolle der Malediven
- Liste der Inseln von Mauritius
- Liste mexikanischer Inseln
- Liste der Inseln der Föderierten Staaten von Mikronesien
- Liste der Inseln Mosambiks
- Liste der Inseln in Montenegro

## N
- Liste der Inseln Namibias
- Liste neuseeländischer Inseln
- Liste niederländischer Inseln
- Liste norwegischer Inseln

## P
- Liste der Inseln von Papua-Neuguinea
- Liste polnischer Inseln
- Liste portugiesischer Inseln

## R
- Liste russischer Inseln
  - Liste von Inseln in Sankt Petersburg

## S
- Liste der Inseln der Salomonen
- Liste der Inseln von São Tomé und Príncipe
- Liste schwedischer Inseln
- Liste von Schweizer Inseln
- Liste senegalesischer Inseln
- Liste der Seychellen-Inseln
- Liste der Inseln Sierra Leones
- Liste spanischer Inseln
- Liste südkoreanischer Inseln

## T
- Liste tansanischer Inseln
- Liste thailändischer Inseln
- Liste der Inseln von Tonga
- Liste türkischer Inseln

## U
- Liste ukrainischer Inseln
  - Liste der Inseln der Aleuten
  - Liste der Hawaii-Inseln
  - Liste der Inseln in New York City

## V
- Liste vanuatuischer Inseln
- Liste venezolanischer Inseln
- Liste der Inseln des Vereinigten Königreichs
  - Liste von Inseln der Britischen Überseegebiete
  - Liste der Inseln von Bermuda
  - Liste der Inseln in England
  - Liste der Falklandinseln (Umstrittenes Gebiet)
  - Liste der Inseln in der Themse
  - Liste der Inseln von Wales
- Liste der Inseln der Vereinigten Staaten von Amerika
  - Liste der Hawaii-Inseln
  - Liste der Inseln in New York City
  - Liste der Inseln in Puerto Rico